# Ancienne laiterie de Madame
L'Ancienne laiterie de Madame est un édifice situé au no 2, rue Vauban à Versailles, dans le département français des Yvelines, en région Île-de-France.
Elle est construite par l'architecte Jean-François Chalgrin en 1780 pour la comtesse de Provence, épouse du futur Louis XVIII.
Selon Michel Gallet : « à Montreuil, Chalgrin aménagea un hameau où Madame prenait les mêmes divertissements que sa belle-sœur à Trianon. Il en subsiste la laiterie, où les colonnes sont en bois et les denticules en placage d'écorce. »
Selon Fabienne Cirio : « ce curieux temple en rondins est habituellement identifié avec une laiterie dépendant du domaine voisin de la comtesse de Provence. Il semble que le terrain sur lequel il est construit n'ait jamais appartenu à la comtesse. Cette fabrique qui illustre les origines de l'architecture selon Vitruve a probablement été construite au début du XIXe siècle pour un nommé Froment de Champ-Lagarde. ».

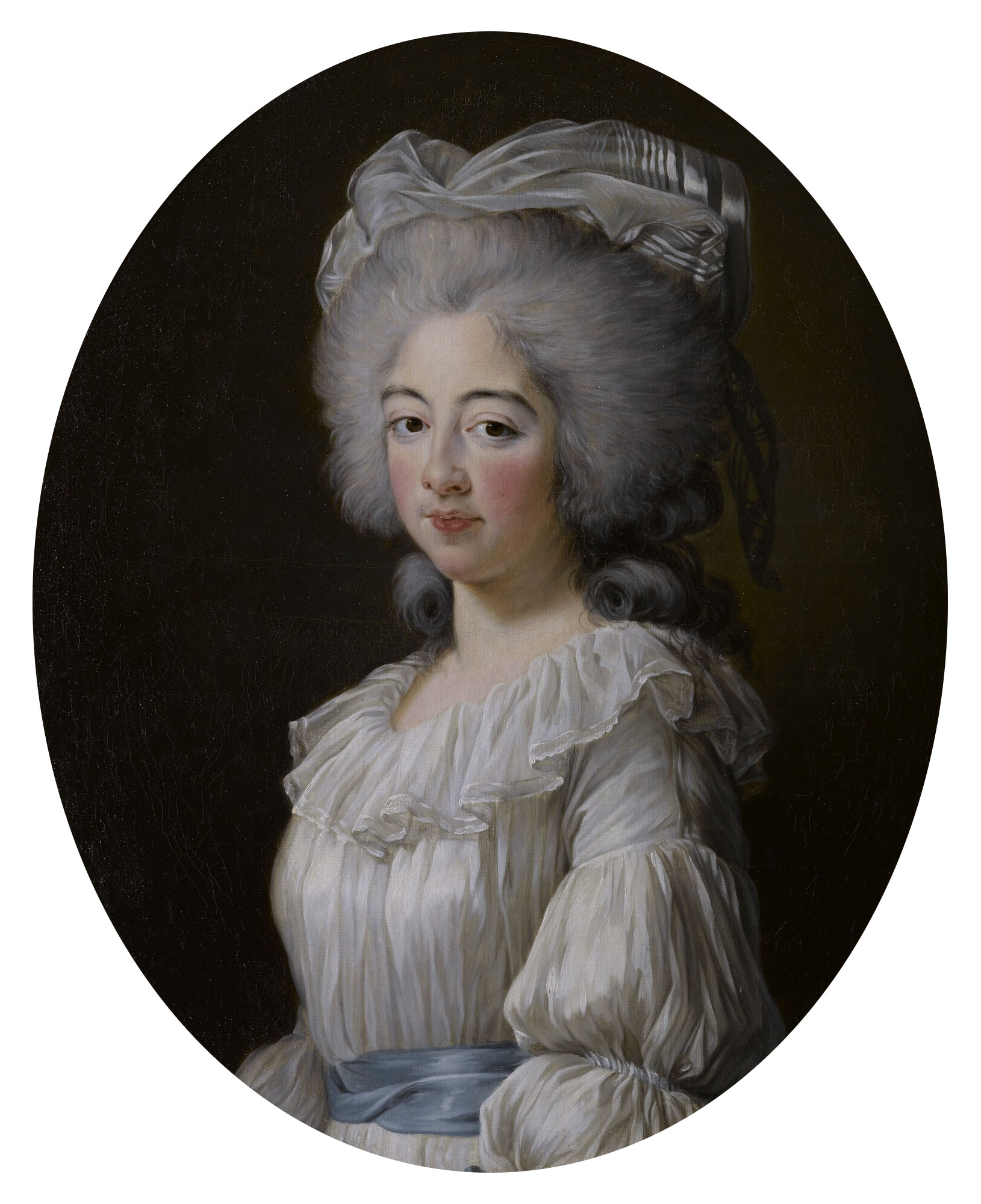
S.A.R. Madame, comtesse de Provence - Élisabeth Vigée Le Brun - 1782

## Protection
La laiterie fait l’objet d’un classement au titre des monuments historiques et est protégée en intégralité par arrêté du 1er août 1957.